# Tarago River
Tarago River är ett vattendrag i Australien. Det ligger i delstaten Victoria, omkring 75 kilometer sydost om delstatshuvudstaden Melbourne.
I omgivningarna runt Tarago River växer i huvudsak städsegrön lövskog. Runt Tarago River är det glesbefolkat, med 17 invånare per kvadratkilometer. Genomsnittlig årsnederbörd är 1 332 millimeter. Den regnigaste månaden är juni, med i genomsnitt 166 mm nederbörd, och den torraste är januari, med 57 mm nederbörd.